# 's Hertogenmolens
‘s Hertogenmolens zijn een voormalig complex van watermolens uit het begin van de 16e eeuw, opgetrokken op de beide oevers van de Demer in de Belgische stad Aarschot.

## Geschiedenis

### Plannen
Na de verwoesting van Aarschot in 1489 door de troepen van Maximiliaan van Oostenrijk, zou de stad voorzichtig herleven. Toen in 1502 Gelderland in opstand kwam tegen het Habsburgs gezag en Aarschot in 1507 ternauwernood aan het krijgsgeweld ontsnapte, besloot Willem II van Croÿ, heer van Aarschot, om de zwakke plekken in de stadsomwalling te herstellen. In dit plan zouden de drie vroegere watermolens ten oosten van de stad opgegeven worden ten voordele van een versterkt complex van watermolens op beide oevers van de Demer, waar deze rivier ter hoogte van het Begijnhof de stad verlaat. Door het sluiten van de sluis zou het gebied ten noorden van de stad onder water kunnen gezet worden en een obstakel vormen voor vijandige troepen. Tevens had de hertog het voornemen om op de oever aan de stadszijde een artillerieplatform en stadspoort te bouwen om de zuidelijke Bonewijk te beschermen, maar deze bouwwerken werden uiteindelijk niet gerealiseerd. 

### De bouw van de molens
In ca. 1515 werd op enige afstand van de rivier in de boomgaard van het begijnhof een bouwput gemaakt om op de vaste bodemlaag een fundering voor de molens aan te leggen. Daarna werd een nieuwe loop voor de Demer er tussendoor gegraven. De fundering bestond uit eiken heipalen met een zijde van 30 cm, die geslagen werden tot in de stabiele zandlaag. Op deze palen werden gelijkaardige draagbalken haaks op de stroom gelegd. Hierop kwam een houten vloer en werd de bouwput met een metersdikke metsellaag van bak- en natuursteen opgevuld. 
Het complex bestond uit een watermolen op elke oever waartussen de sluis zich bevond. De zuidelijke molen die  banmolen was, werd ingericht als een graanmolen en werd voor het eerst verpacht in mei 1517. De noordelijke molen werd uitgerust als graan-, olie- en schorsmolen en werd een half jaar later verhuurd. Wanneer ca. 1522 de noordelijke molen wegens een brand geen dienst meer kon doen, werd de zuidelijke graanmolen voorzien van een tweede steenkoppel. De uitgebrande noordelijke molen zou enkele decennia later hersteld worden en van 1548-1552 fungeren als kopermolen. Vanaf 1558 werd er een schorsmolen geïnstalleerd. In een contract van 1552-1555 werd melding gemaakt van 'drie bruggen' bij de molen. 

### De molens tijdens hetancien régime
In 1578 werd Aarschot na de Spaanse nederlaag in het nabije dorp Rijmenam door de protestantse troepen ingenomen en door brand verwoest. De molen en zijn uitrusting waren zwaar beschadigd, maar de zuidelijke graanmolen maalde in 1579 opnieuw voor het ingekwartierde Spaanse garnizoen. In 1582 werd op bevel van landvoogd Alexander Farnese het molencomplex onderdeel van een Spaans fort. Tussen 1580 en 1590 werd een centraal gebouw opgetrokken over de sluisconstructie. 
De plannen van hertog Karel III van Croÿ om de molens grondig te herbouwen, werden nooit uitgevoerd. In 1635 kwam het complex in de handen van het geslacht van Arenberg. 
In de loop van 1663-1664 werd er in de vroegere schorsmolen een vol- en smoutmolen gebouwd.  
Tijdens de hele 17de en 18de eeuw geven eigentijdse tekeningen hetzelfde uitzicht van de molens, bestaande uit drie gebouwen: op elke oever staat een molengebouw en de sluis met doorgang voor de schepen wordt overdekt door een centrale constructie. Tussen de molens en de sluis bevindt zich telkens een open maalgat voor de molenraderen.  
De zuidelijke molen fungeerde overwegend als graanmolen. Uit een inventaris uit 1759 blijkt dat vier steenkoppels werden aangedreven door twee waterraderen met elke een doorsnee van 6,125 meter. De molen op de noordelijke Demeroever zou na een periode van inactiviteit vanaf ca. 1663 verschillende functies kennen: olieslagmolen, volmolen, schorsmolen, al dan niet gecombineerd met een graanmolen. Volgens de inventaris van 1759 bevonden zich hier een schorsmolen en een oliepersmolen, aangedreven door raderen van resp. 6,6 en 6 meter diameter. 

### 19de eeuw

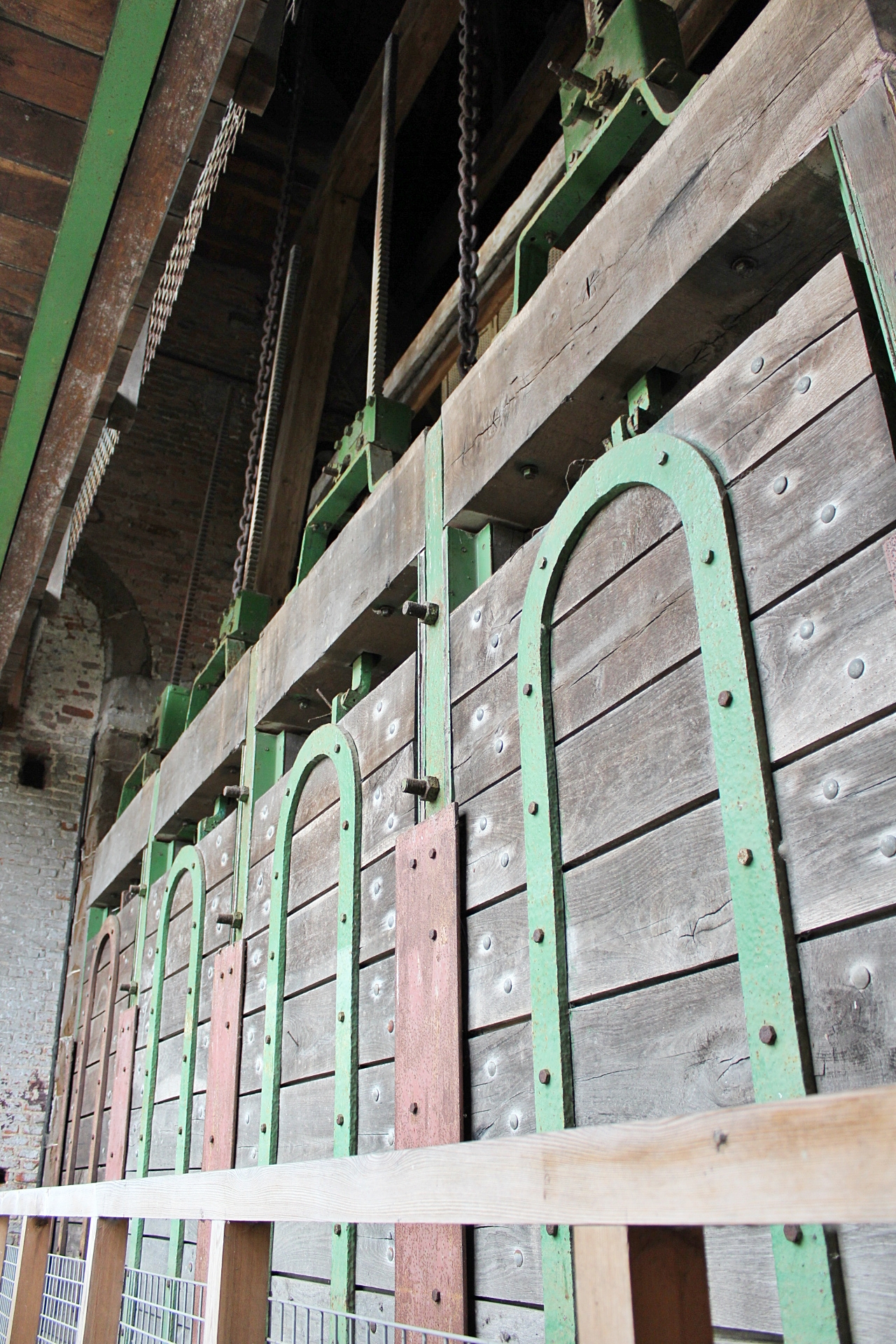
De sluisdeuren daterend van het einde van de 19de eeuw, een constructie van de Usine de Graffenstaden.

In 1795 kwamen de molens via openbare verkoop in handen van de Leuvenaar Thomas Trouet. Dat het beroep van molenaar winstgevend was, bleek uit het feit de molenaar Luyten in 1794 tot een van de tien rijkste burgers van Aarschot werd gerekend. In de volgende decennia wisselde het complex regelmatig van eigenaar tot de molen in 1816 in het bezit kwam van Peter Ectors. Gedurende bijna een eeuw zou de familie Ectors eigenaar zijn. In 1817 brandde de noordelijke schors- en moutmolen af, maar werd hersteld.  
Om te vermijden dat schepen nog langer via het moeizame proces door paarden of boottrekkers door de grote doorgang onder de middenboog van de molens dienden te worden getrokken, werd in 1851 door de overheid naast de molens een nieuwe Demerarm gegraven en een sas aangelegd. Deze werken werden in 1853 voltooid.  
Omstreeks 1855 was de zuidelijke graanmolen vernieuwd ‘naar Engels model’ en bevatte alle toebehoren om bloem voor de kleinhandel te produceren. De twee raderen dreven nu zeven paar molenstenen aan. De nabijheid van het in 1863 aangelegde station verbeterde de transport- en distributiemogelijkheden. Vermoedelijk ook in 1863 werden de ruimtes van de waterwielen dicht gebouwd en onder dak gebracht. Begin jaren 1870 was de productie van de noordelijke schors- en olieslagmolen niet meer opgewassen tegen de concurrentie van de petroleumindustrie en de chemische nijverheid. In 1875 werden ze omgevormd tot graanmolens. Deze noordelijke vleugel zou nog verschillende malen getransformeerd worden om uiteindelijk zijn maximale omvang te bereiken. 
Waarschijnlijk werd in 1889 de grote sluis vernieuwd. Het grote metalen kader bestaat uit vier apart ophaalbare deuren en werd geconstrueerd door de Usine de Graffenstaden (Elzas). 

### 20ste eeuw
In het begin van de 20ste eeuw kon de molen niet meer concurreren met moderne molens die niet meer afhankelijk waren van waterenergie. In 1910 werd het complex eigendom van de Belgische Staat die het verhuurde aan de familie Le Cerf. Na de Eerste Wereldoorlog startten de nieuwe activiteiten. Er werd nog in beperkte mate graan gemalen. In de noordelijke molen werd eerst een zaaginstallatie geplaatst die reeds in 1920 vervangen werd door een goed renderende glaspletterij. Sinds glas industrieel op grote schaal geproduceerd werd, was er ook een markt ontstaan voor het verwerken van glasafval. Het glas werd tot verschillende korrelgradaties vermalen en geleverd aan fabrieken die schuurpapier, schoonmaakmiddelen en lucifers vervaardigden. De producten van Le Cerf zouden tot ver naar het buitenland geëxporteerd worden. De molen maakte nog steeds gebruik van waterkracht. Deze werd evenwel in de noordelijke molen geoptimaliseerd door de vervanging van de waterraderen met horizontale turbines. 
Tijdens de Tweede Wereldoorlog werden de molens in 1944 door geallieerde bombardementen beschadigd. In 1953-1955 voerde de Belgische Staat, die nog steeds eigenaar was, herstellingswerken uit. Le Cerf installeerde in 1961 in de noordelijke vleugel glasmolens die aangedreven werden door elektriciteit. De verkoop van glaspoeder nam echter af en wanneer op 6 oktober 1970 de noordelijke vleugel afbrandde, werden de activiteiten in 1973 stilgelegd. In september 1985 verliet Le Clerf het complex. In oktober 1986 stortte de achtergevel aan de zuidzijde in. 

## Architectuur
De ’s Hertogenmolens werden opgetrokken in een eenvoudige traditionele bouwstijl. De onderbouw bestaat grotendeels uit lokale ijzerzandsteen, doorspekt met lagen van witte zandsteen. Voor de rest van het bouwwerk werd baksteen gebruikt. Het langgerekte gebouw met trap- en puntgevels werd overkapt met zadeldaken, bedekt met natuurleien. 

## Bescherming en cultureel erfgoed
Sinds 11 september 1986 zijn de molens aangeduid als beschermd monument en de omgeving als beschermd stads- of dorpsgezicht. Op 14 september 2009 werden ze vastgesteld bouwkundig erfgoed.

## Renovatie
Van augustus 2007 tot april 2010 werden de molens gerenoveerd in het kader van de herinrichting van de stadsomgeving van onder andere de Demerkade, de Amerstraat en de molens. Voor de vernieuwing van de molens tekende het Brusselse architectenbureau noA. Naast verstevigingswerken en nieuwe woelkommen vlak achter de grote doorgang, werd het uitzicht van de zuidelijke molen bepaald door het gebruik van cortenstaal. De bedoeling was om kleureenheid te creëren met de rest van het gebouw en de oude bruine ijzerzandsteen. Met hetzelfde doel werd voor de gebouwen op de noordelijke oever beton aangewend dat gekleurd werd met ijzeroxiden. 
In de gebouwen zijn een hotel, een brasserie en conferentiezalen ondergebracht.

## Afbeeldingen

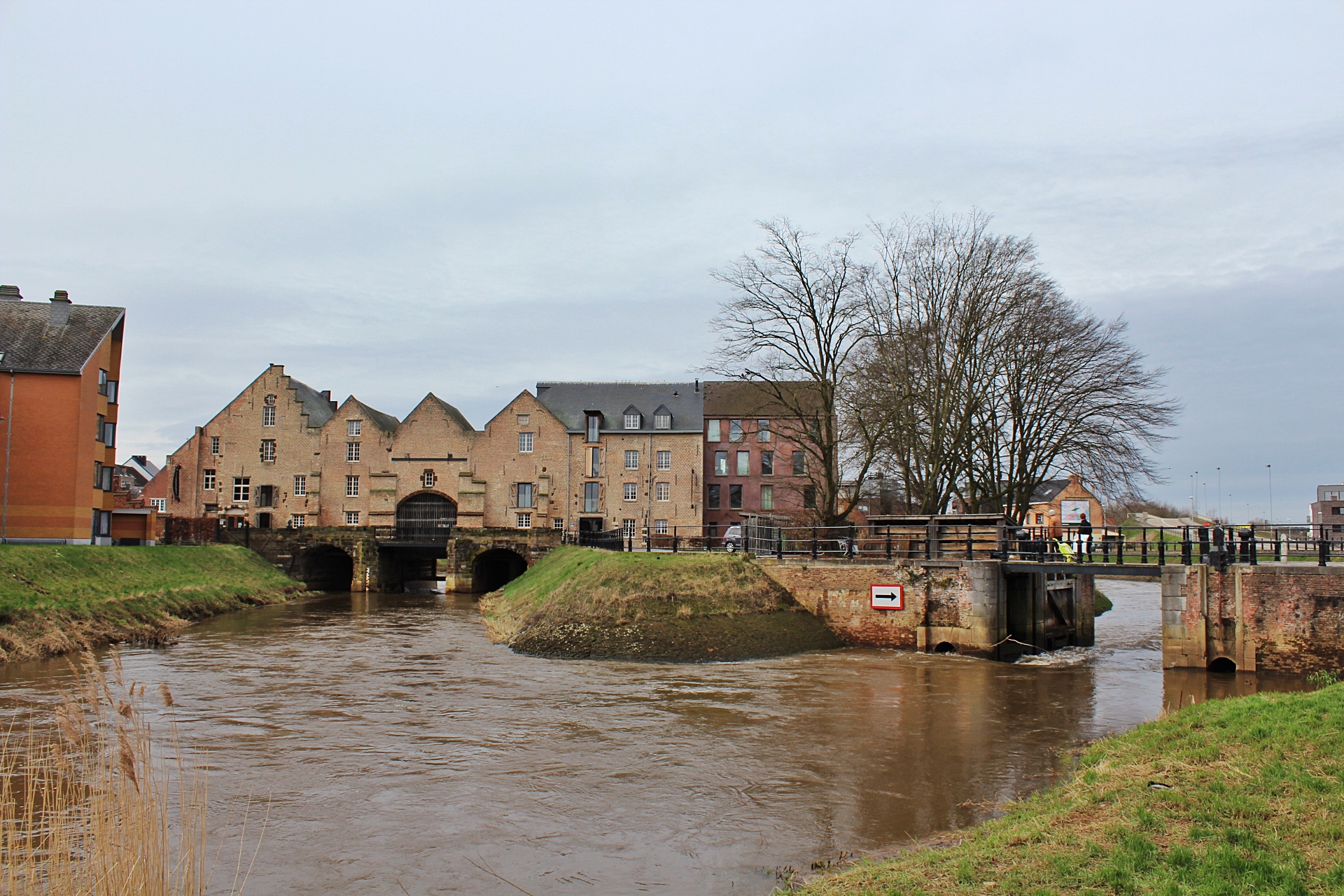
Oostelijke gevels van het complex met rechts de sluisdeur van het sas
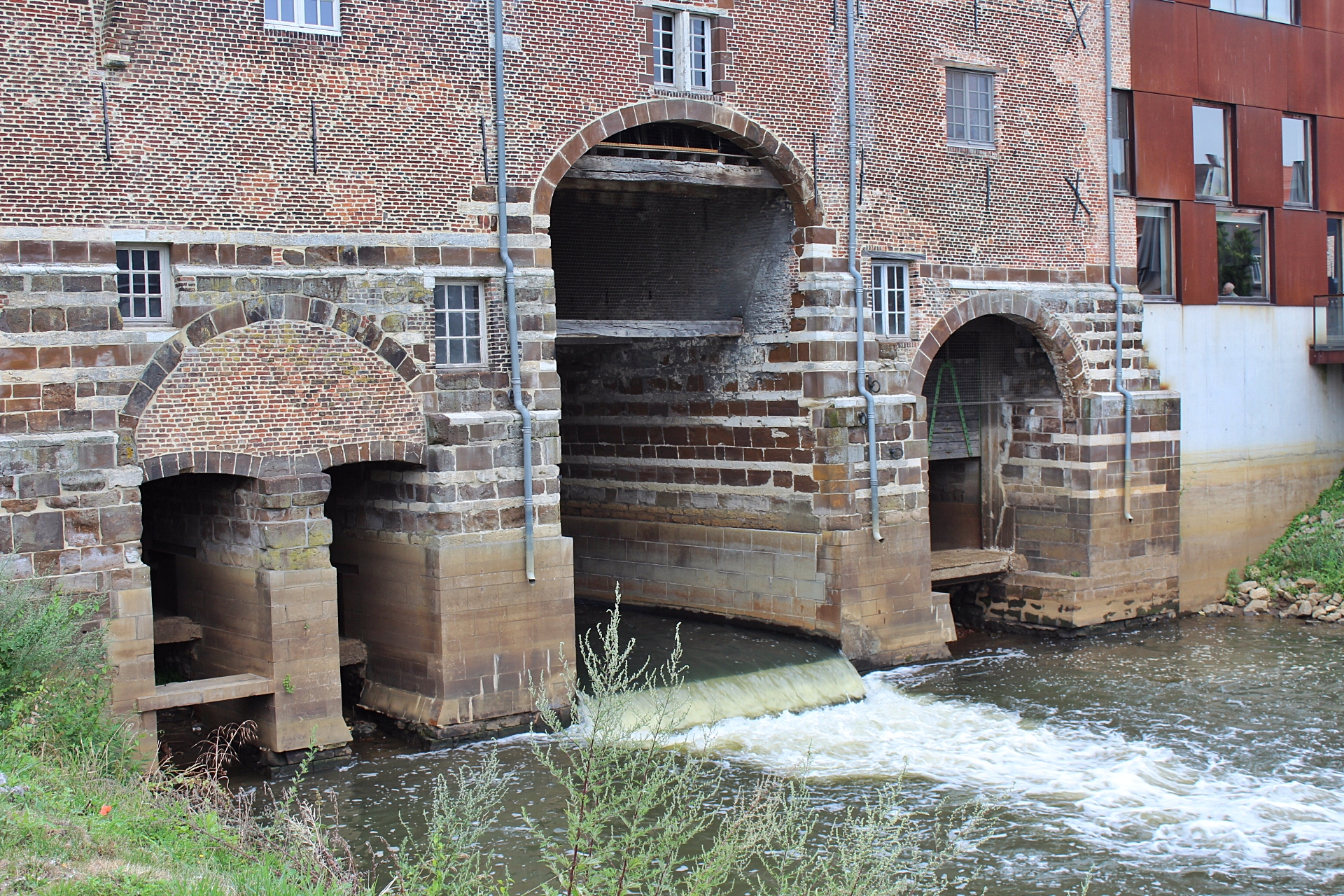
Zicht op de centrale sluisopening (waar de boten doorheen getrokken werden) en de gaten voor de waterraderen en turbines. De bakstenen bovenbouw is opgetrokken op een onderbouw van bruine ijzerzandsteen en witte zandsteen.
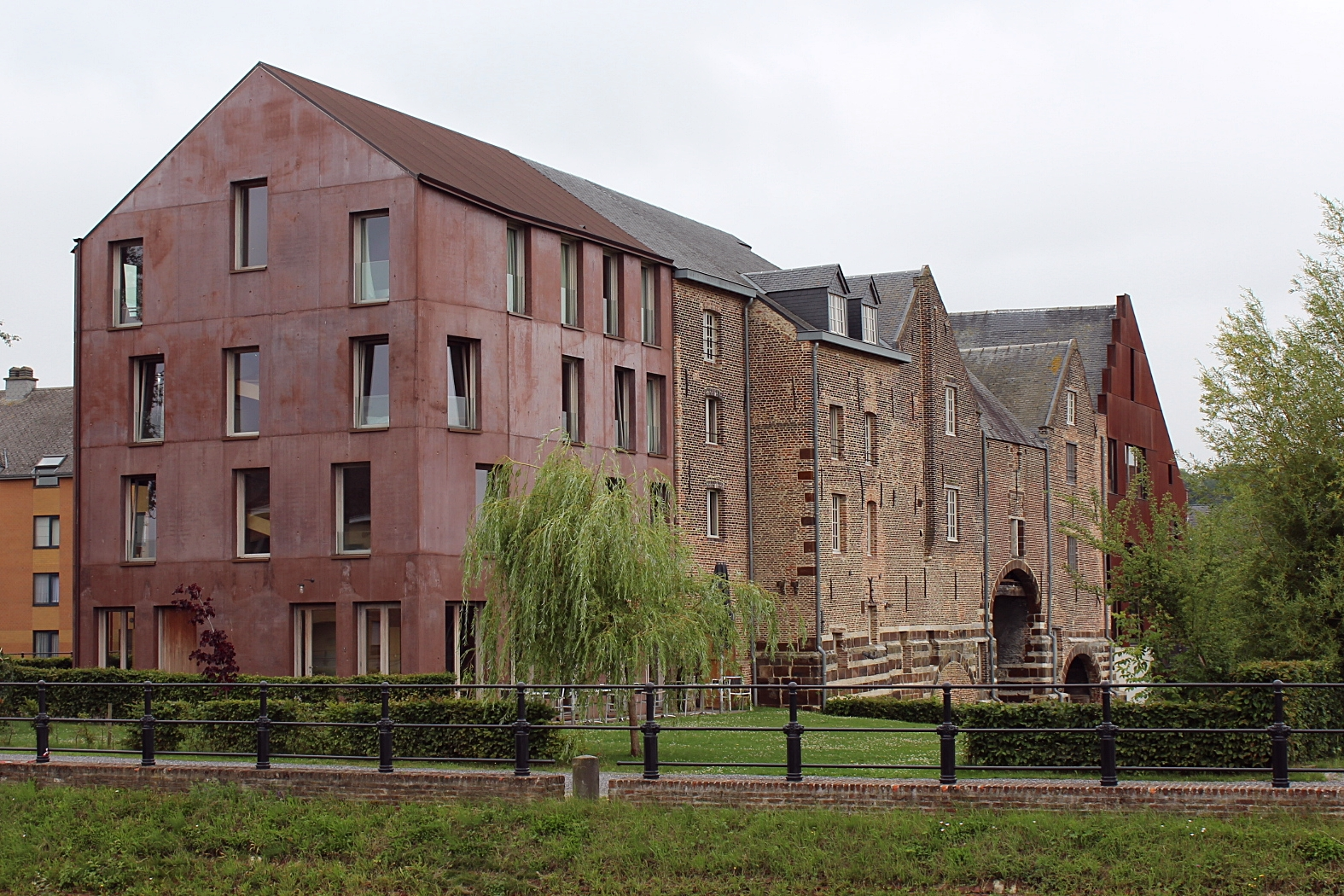
Zicht vanuit het noorden op de westgevel van het molencomplex. Vooraan zien we het hotel in gekleurd architectonisch beton.
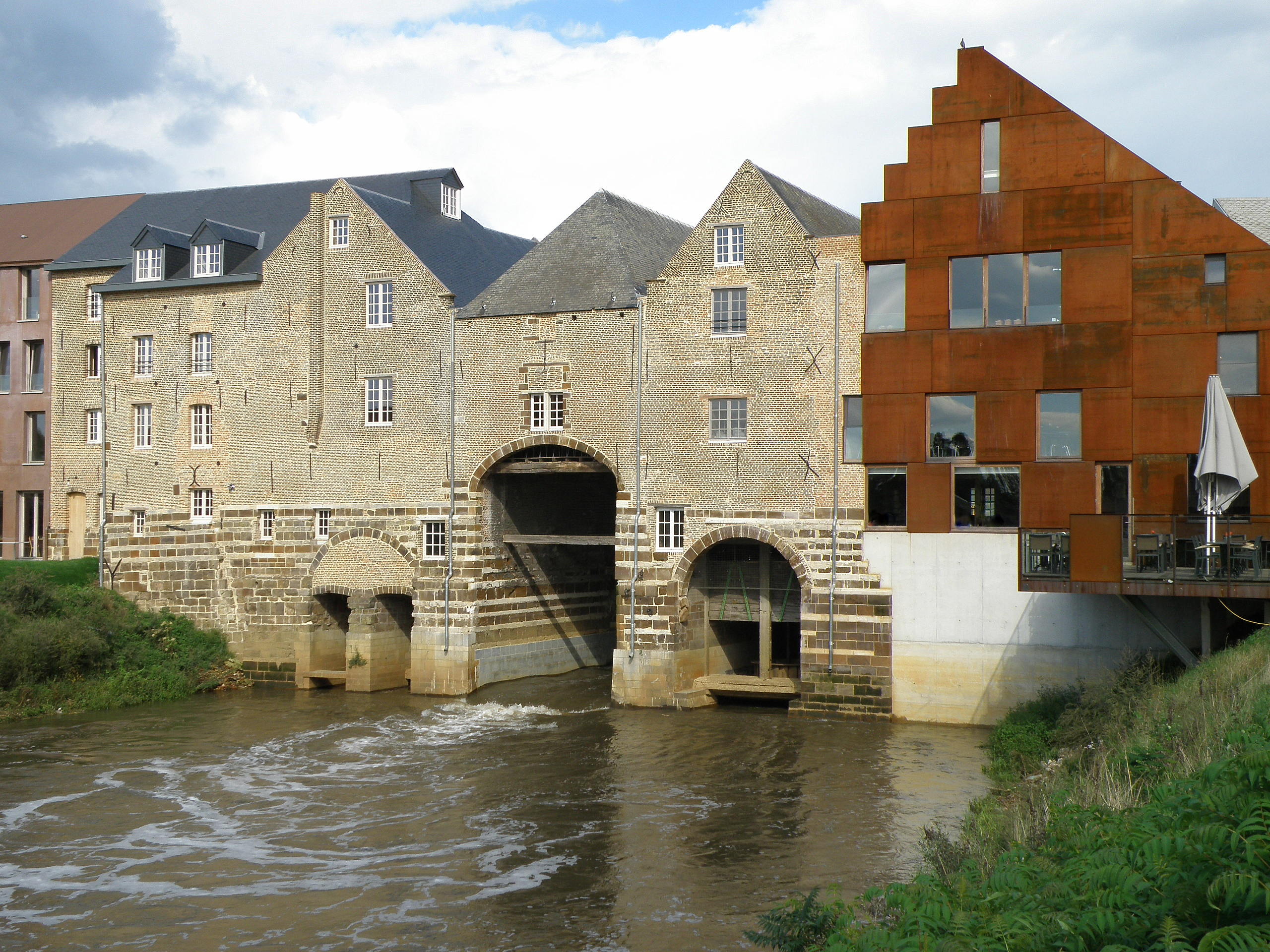
De westgevel van het complex. Rechts de brasserie waarvan de gevel bekleed werd met cortenstaal.

- Inventaris van het Bouwkundig Erfgoed (Vlaanderen): 41431